# Wallwitz (Petersberg)
Wallwitz è una frazione del comune tedesco di Petersberg, situato nel land della Sassonia-Anhalt, dal 1º gennaio 2010.
Già comune indipendente, dal 1º luglio 2006 era stato incorporato nel comune di Götschetal, del quale era divenuto una frazione.